# 薩默塞特鎮區 (愛荷華州亞代爾縣)
薩默塞特鎮區（英語：Summerset Township）是位於美國愛荷華州亞代爾縣的一個行政鎮區。

## 地方資料
根據2010年美國人口普查的數據，薩默塞特鎮區的面積為92.75平方千米，當中陸地面積為92.34平方千米，而水域面積為0.41平方千米。當地共有人口996人，而人口密度為每平方千米10.74人。